# Hell and Heaven Metal Fest
Le Hell and Heaven Metal Fest (H&H, el Hell, ou Festival Hell and Heaven) est un festival mexicain de heavy metal en 8 éditions.

## Histoire
Ce n'est qu'à partir de l'édition 2014, que la structure change, après des problèmes avec le gouvernement du Mexique, présidé par Eruviel Ávila Villegas, qui va refuser l'autorisation d'organiser l'événement. Conséquemment, les organisateurs sont contraints de le reporter au mois de septembre.
Lors des préparatifs de l'édition 2014, le comité d'organisation et l'entreprise Super Boletos font face à un veto total de l'événement en raison du non-respect des exigences en matière de sécurité, selon la Protección civil de l'État du Mexique. Cela provoquerait un conflit, bien que la Présidente municipale de Texcoco, Delfina Goméz Alvárez ainsi que le conseil municipal, aient accepté et donné le feu vert au projet de concert. Eruviel Ávila Villegas, gouverneur de l'État de Mexico, met un terme aux préparatifs sur le site de la Feria de Texcoco, invoquant « la densité du danger si un tel événement devait avoir lieu », ainsi que « la survente des billets par rapport à la capacité totale du bâtiment ».